# Soyo-san
Soyo-san är ett berg i Sydkorea.   Det ligger i provinsen Gyeonggi, i den norra delen av landet, 40 km norr om huvudstaden Seoul. Toppen på Soyo-san är 556 meter över havet, eller 185 meter över den omgivande terrängen. Bredden vid basen är 3,2 km.
Terrängen runt Soyo-san är huvudsakligen kuperad, men åt sydväst är den platt. Runt Soyo-san är det tätbefolkat, med 297 invånare per kvadratkilometer. Närmaste större samhälle är Yangju, 11,9 km söder om Soyo-san. I omgivningarna runt Soyo-san växer i huvudsak blandskog.